# Hội chứng sợ bóng bay
Chứng sợ bóng bay (tiếng Anh: Globophobia) là một hội chứng sợ bóng bay. Nguồn gốc của sự sợ hãi có thể là âm thanh của những quả bóng bay. Những người mắc chứng sợ này sẽ từ chối chạm, sờ hoặc đến gần một quả bóng bay vì sợ nó sẽ vỡ. Đây là một dạng của chứng sợ tiếng ồn.